# 本田幸子
本田 幸子（ほんだ さちこ、1930年〈昭和5年〉12月30日 - 2020年〈令和2年〉5月1日）は、日本の囲碁棋士。静岡県出身、日本棋院所属、木谷實九段門下、追贈八段。女流選手権戦・女流本因坊戦で優勝7期。1979年には女流棋士史上初の七大タイトル本戦進出（第5期天元戦）。海外囲碁普及にも貢献。杉内寿子、楠光子の三姉妹の次女。

## 経歴
1938年に木谷實に入門。1947年初段。1952年、呉清源とともに台湾訪問。1958年三段。1960年に女流選手権戦で挑戦者となるが、伊藤友恵に0-2で敗退。1961年に日米親善囲碁使節に、妹の輝子（光子）、木谷禮子と3人が選ばれて訪米し、約2か月間滞在。1963年四段。1969年に女流選手権戦で木谷禮子を2-1で破り初タイトル。1974年には小林千寿とともに欧州派遣棋士に選ばれ、各国を巡る。1981年六段。女流選手権戦は最終1981年まで5期優勝。1982年には第1期女流本因坊戦で小林禮子の挑戦を受け2-1で防衛。翌83年には楠光子との姉妹対決となり、タイトルを奪われる。続いて84年、85年と姉妹対決は3年連続、また女流鶴聖戦でも83年に姉の寿子、84年に光子との姉妹対決となった。
2000年に引退、退役昇段により七段。門下に吉田洋逸、向井(三村)芳織・(長島)梢恵・千瑛三姉妹。
2020年5月1日、老衰のため死去。これに伴い、八段を追贈される。89歳没。

### タイトル歴
- 女流選手権戦 5期（1969、73-75、81年）
- 女流本因坊戦 2期（1982、84年）

### 他の棋歴
- 女流選手権戦 挑戦者 1960、72、77年
- 女流鶴聖戦 準優勝 1983、84年
- 女流名人戦リーグ 1989年

### 受賞等
- 1969年 棋道賞女流賞
- 1972年 棋道賞女流賞
- 2004年 大倉喜七郎賞